# Division No 6 (Alberta)
Pour les articles homonymes, voir Division No 6.
La Division No 6 est une division de recensement de 1 311 022 habitants en 2011, située dans la province d'Alberta, au Canada.